# Parafia Matki Bożej Fatimskiej w Białymstoku
Parafia pw. Matki Bożej Fatimskiej w Białymstoku – rzymskokatolicka parafia należąca do dekanatu Białystok-Białostoczek, archidiecezji białostockiej, metropolii białostockiej.

## Historia parafii
Parafia została utworzona 28 września 1999. Równolegle z budową świątyni wznoszono plebanię, którą 13 października 2003 r. poświęcił abp Wojciech Ziemba.
Od 30 czerwca 2019 proboszczem parafii jest ks. kan. dr Adam Miastkowski. 

## Miejsca święte
Kościół parafialny
Kościół parafialny pw. Matki Bożej Fatimskiej wybudowany w latach 1999–2009 według projektu Andrzeja Nowakowskiego. Dnia 22 października 2011 r. świątynię poświęcił abp Edward Ozorowski.
Kościoły filialne i kaplice
- Kaplica w Hospicjum „Dom Opatrzności Bożej” w Białymstoku
- Kaplica w domu Sióstr od Aniołów w Białymstoku
- Kaplica w domu Sióstr Misjonarek Świętej Rodziny w Białymstoku